# Wheeler’s Point (Minnesota)
Wheeler’s Point bejegyzetlen közösség a minnesotai Lake of the Woods megyében, az Egyesült Államokban. A megyeszékhely Baudette-től 15 kilométerre található. A Lake of the Woods tó déli partján és a Rainy River folyón fekszik.
A város két fő útja a 8-as megyei út és a 172-es állami főút. A közelben található Hackett és a Zippel Bay Állami Park.